# 시험관

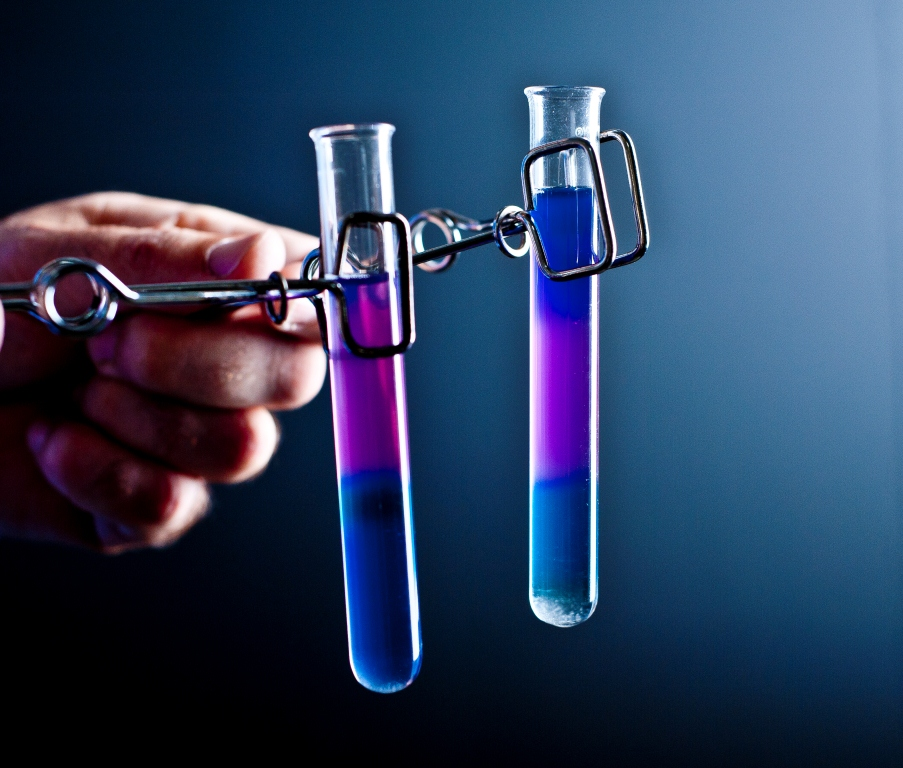
두 개의 시험관이 스프링클램프에 집혀있다.

시험관(試驗管)은 실험기구의 일종이다. 시관(試管)이라고도 한다.

## 시험관의 사용
3개의 손가락을 사용하여 시험관 위쪽을 쥔다. 시험관 집게를 사용할 때에는 시험관 위쪽에서 4분의 1쯤 되는 곳을 집도록 한다. 액을 넣어 가열할 때에는 시험관에 넣는 액체의 양을 5분의 1 정도로 하고, 원을 그리듯이 돌리면서 가열한다. 시험관 주둥이는 사람이 없는 쪽을 향하게 하여 가열한다.
사용 후 시험관을 씻을 때에는 솔의 자루를 시험관과 같은 길이가 되는 곳을 쥐고, 시험관을 쥔 집게손가락으로 시험관 바닥을 받치면서 씻는다.

## 같이 보기
- 시험관 홀더